# Herb Piotrkowa Kujawskiego
Herb Piotrkowa Kujawskiego – jeden z symboli miasta Piotrków Kujawski i gminy Piotrków Kujawski w postaci herbu.

## Wygląd i symbolika
Herb przedstawia w polu błękitnym skos w kształcie korony rucianej zielony o złotych klejnotach oraz trzy róże o czerwonych płatkach, złotych dnach i zielonych listkach między płatkami, jedna od głowicy (po lewej stronie korony) i dwie od podstawy (po prawej stronie korony).

## Historia
Wizerunek herbowy pochodzi z 1728 roku. Sam herb, autorstwa Lecha-Tadeusza Karczewskiego oficjalnie ustanowiony został w 2021.